# 11-й пехотный полк (Австро-Венгрия)
11-й Богемский пехотный полк (нем. Böhmisches Infanterie-Regiment Nr. 11) — чешский пехотный полк Единой армии Австро-Венгрии.

## История
Образован в 1629. Участвовал в австро-турецких войнах, в Семилетней войне, в Наполеоновских войнах и Австро-итало-прусской войне, а также в венгерском восстании. В разное время покровителями полка были:
- 1774—1801: граф Михаэль Йоханн фон Уоллис
- 1801—1853: эрцгерцог Райнер Йозеф
- 1853—1873: кронпринц Альберт Саксонский
- 1873—1902: кронпринц Георг Саксонский
- 1902—1918: принц Иоганн Георг Саксонский

Полк состоял из 4-х батальонов: 1-й базировался в Писеке, 2-й, 3-й, 4-й и штаб полка — в Праге. Национальный состав полка по состоянию на 1914 год: 20% — немцы, 79% — чехи, 1% — прочие национальности.
Полк участвовал в боях Первой мировой войны на итальянском фронте, а также воевал против русской армии.
В ходе так называемых реформ Конрада с июня 1918 года число батальонов было сокращено до трёх, и 4-й батальон был расформирован.

## Командиры

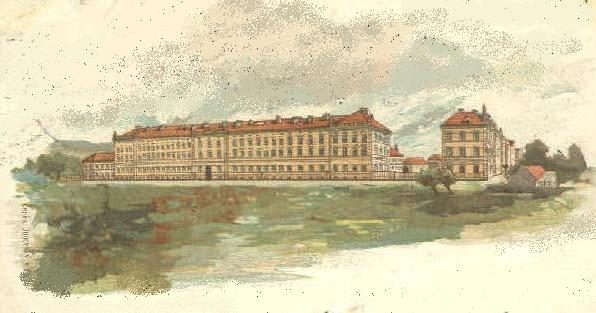
Казармы 11-го пехотного полка в Писеке

- 1842: полковник Август фон Дегенфельд-Шонбург
- 1859: полковник Леонард Новей фон Вунденфельд[9]
- 1865: полковник Фердинанд Гофманн[10]
- 1873: полковник Максимилиан Бонова
- 1879: полковник Эрнст Цигулька[11]
- 1903—1904: полковник Карл Кнопп фон Кирхвальд
- 1905—1909: полковник Карл Леманн[12]
- 1910: полковник Георг Шмиг
- 1911—1913: полковник риттер Вальтер Шрайттер фон Шварценфельд
- 1914: полковник Карл Вокоун[1]

## В литературе
В романе Ярослава Гашека «Похождения бравого солдата Швейка» упоминается, что 11-й пехотный полк, составленный «из уроженцев Писецкой округи», воевал на Восточном фронте и сдался русским в плен.